# Væddeløbssadel
En væddeløbssadel er en sadel, der anvendes til hestevæddeløb. Væddeløbssadler er helt flade, da de ikke er designet til at man skal sidde på dem. Sadelklapperne er fremadrettede på grund af de ekstremt korte stigremme, som jockeyer anvender. De blev oprindeligt fremstillet med en træbom, men i dag er den ofte lavet af glasfiber, som er meget let. Steeplechase-sadler er en smule mere robuste og tungere.
Visse sadler vejer ned til 200 gram, da vægten har stor betydning.[kilde mangler]